# Sri Dźajawardanapura Kotte
Sri Dźajawardanapura Kotte (ang. Sri Jayawardenepura Kotte, syng. ශ්‍රී ජයවර්ධනපුර කෝට්ටේ, tamil. ஸ்ரீ ஜயவர்த்தனபுரம கோட்டே), znane także jako Kotte – miasto na Sri Lance, siedziba parlamentu i rządu tego kraju.
Miasto leży na południowych przedmieściach największego miasta kraju i dawnej stolicy – Kolombo. Parlament Sri Lanki wybrał Kotte na swoją siedzibę i nową stolicę państwa 29 kwietnia 1982.
Kotte między XIII a XVI wiekiem było stolicą Królestwa Kotte. W XX wieku nastąpiła przyspieszona urbanizacja. W 1977, gdy rząd wybrał miasto na nową stolicę, osuszono okoliczne bagna, na których miejscu powstało duże jezioro. Na wyspie pośrodku tego jeziora wybudowano budynki parlamentu.
Mimo że Kotte jest stolicą Sri Lanki już ponad ćwierć wieku, proces przenoszenia instytucji rządowych z poprzedniej stolicy wciąż trwa. Liczba mieszkańców miasta wynosiła obecnie ok. 136 000 (2012).